# Список копій та імітацій Ейфелевої вежі

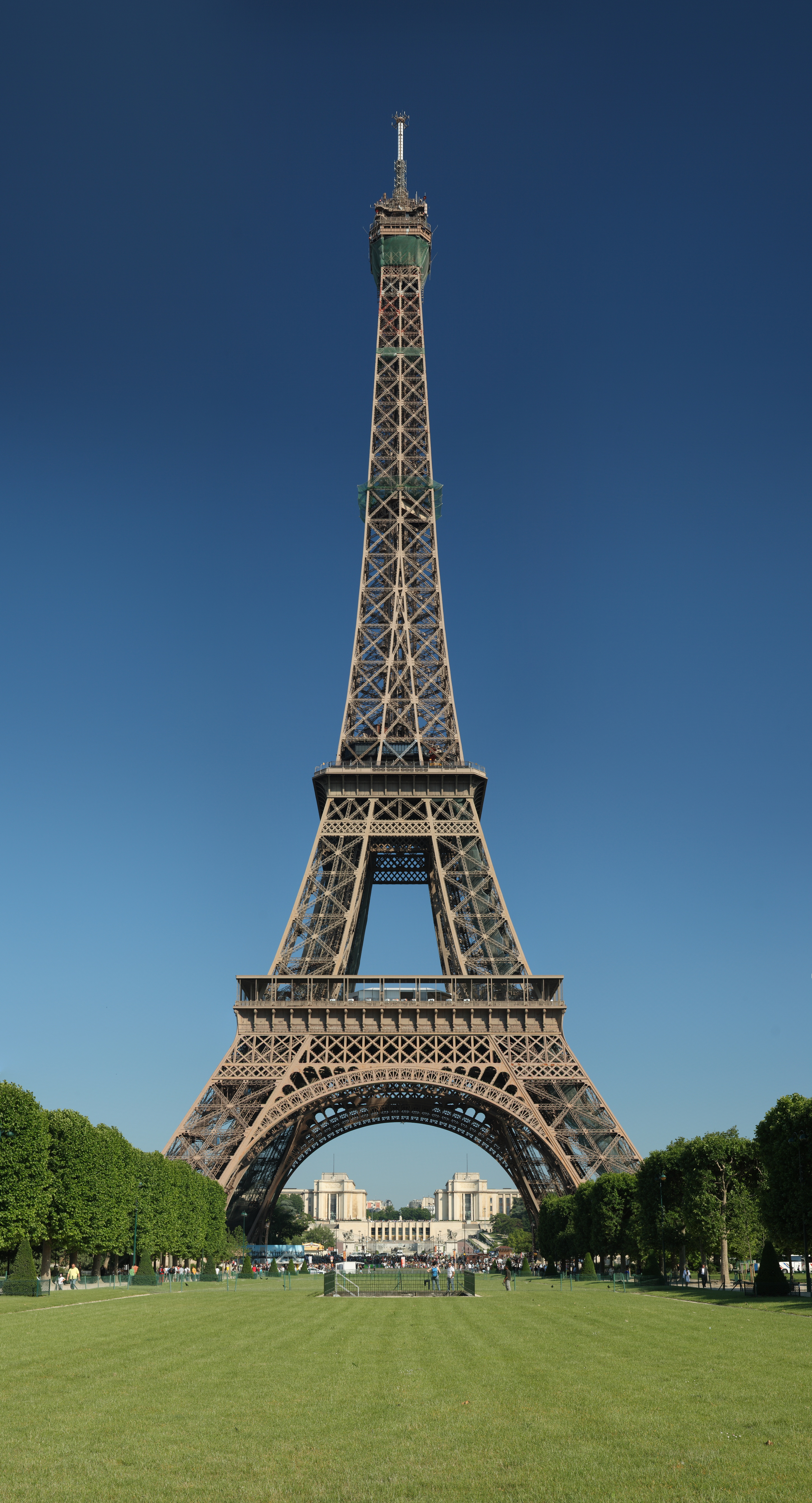
Оригінальна Ейфелева вежа в Парижі. У цій статті розглядаються копії та похідні від цієї будівлі.

Копії та імітації Ейфелевої вежі є різними копіями паризького монумента. Будучи однією з найбільш знакових і впізнаваних споруд у світі, Ейфелева вежа, завершена в 1889 році, стала джерелом натхнення для створення понад 50 подібних веж по всьому світу. Більшість не є точними копіями, можуть виглядати дещо інакше, хоча є багато таких, які дуже схожі на оригінал. Ейфелева вежа також надихнула на створення інших веж, які не дуже схожі на копії, тому вони не перераховані тут, як, наприклад, Блекпульська вежа.

## Репліки відомої висоти
Висота вежі 330 метрів (1 083 фут). Інші натхненні Ейфелевою вежею споруди перераховані в таблиці за зменшенням масштабу та висоти:
| Назва                                  | Країна          | Розташування                                     | Висота                       | Масштаб          | Координати                                                                                | Примітки | Зображення                                         |
| -------------------------------------- | --------------- | ------------------------------------------------ | ---------------------------- | ---------------- | ----------------------------------------------------------------------------------------- | --- | -------------------------------------------------- |
| Вежа Воткіна                           | Велика Британія | Вемблі, Великий Лондон                           | 358 м (планована висота)     | 1:1              | 51°33′20″ пн. ш. 0°16′46″ зх. д. / 51.55556° пн. ш. 0.27944° зх. д.                       | Не завершена: будівництво розпочато в 1891 році, знесено в 1907 році. |                                                    |
| Вежа Дракона                           | КНР             | Харбін, Хейлунцзян                               | 336 м (1 102 фут)            | 1:1              | 45°44′45.55″ пн. ш. 126°40′28″ сх. д. / 45.7459861° пн. ш. 126.67444° сх. д.              | Вежа зв'язку |                                                    |
| Токійська вежа                         | Японія          | Мінато, Токіо                                    | 332,5 м (1 091 фут)          | 1:1              | 35°39′31″ пн. ш. 139°44′44″ сх. д. / 35.65861° пн. ш. 139.74556° сх. д.                   | Архітектор вежі також спроектував телевежу Саппоро |                                                    |
| Телевежа Нагоя                         | Японія          | Нагоя                                            | 180 м (591 фут)              | 1:2              | 35°10′20″ пн. ш. 136°54′30″ сх. д. / 35.17222° пн. ш. 136.90833° сх. д.                   | В основному використовується як комунікаційна вежа, тут також є два ресторани та оглядовий майданчик під відкритим небом; завершено в 1954 році                                            |                                                    |
| Нью-Брайтонська вежа                   | Велика Британія | Нью-Брайтон, Мерсісайд                           | 173 м (568 фут)              | 1:2              | 53°26′12.37″ пн. ш. 3°02′11.03″ зх. д. / 53.4367694° пн. ш. 3.0363972° зх. д.             | Добудована до 1900 р., зруйнована до 1921 р |                                                    |
| Париж Лас Вегас                        | США             | Лас-Вегас, Невада                                | 164,6 м (540 фут)            | 1:2              | 36°6′45″ пн. ш. 115°10′20″ зх. д. / 36.11250° пн. ш. 115.17222° зх. д.                    | Готель і казино Париж Лас Вегас на бульварі Лас-Вегас-Стріп |                                                    |
| Радіовежа Ismaning                     | Німеччина       | Ісманінг, Баварія                                | 163 м (535 фут)              | 1:2              | 48°15′1″ пн. ш. 11°45′0″ сх. д. / 48.25028° пн. ш. 11.75000° сх. д.                       | Дерев'яна радіовежа для мовлення на середніх хвилях. Знесена у 1983 році |                                                    |
| Берлінська радіовежа                   | Німеччина       | Берлін                                           | 150 м (492 фут)              | 1:2              | 52°30′18.2″ пн. ш. 13°16′41.45″ сх. д. / 52.505056° пн. ш. 13.2781806° сх. д.             | Телебашта, побудована в 1924 і 1926 роках, більше не функціонує; пам'ятка з рестораном і оглядовим майданчиком                                                                             |                                                    |
| Паризьке Макао                         | Макао           | Смуга Котай, Макао                               | 150 м (492 фут)              | 1:2              | 22°08′37″ пн. ш. 113°33′46″ сх. д. / 22.14364° пн. ш. 113.56283° сх. д.                   | Завершено та відкрито 13 вересня 2016 року |                                                    |
| Ейфелева вежа                          | КНР             | Шеньчжень                                        | 108 м (354 фут)              | 1:3              | 22°32′13.33″ пн. ш. 113°58′9.51″ сх. д. / 22.5370361° пн. ш. 113.9693083° сх. д.          | Домінуюча споруда у Window of the World, колекція з майже 130 репродукцій відомих туристичних пам'яток, відкрита в 1993 році                                                               |                                                    |
| Ейфелева вежа Тяньдученської громади   | КНР             | Ханчжоу                                          | 108 м (354 фут)              | 1:3              | 30°23′6.72″ пн. ш. 120°14′36.60″ сх. д. / 30.3852000° пн. ш. 120.2435000° сх. д.          | Центральна пам'ятка житлового комплексу Tianducheng в стилі Парижа, де проживає близько 50 000 людей                                                                                       |                                                    |
| Ейфелева вежа                          | США             | Мейсон, Огайо                                    | 101 м (331 фут) (приблизно)  | 1:3              | 39°20′36″ пн. ш. 84°16′1″ зх. д. / 39.34333° пн. ш. 84.26694° зх. д.                      | Парк розваг Kings Dominion |                                                    |
| Ейфелева вежа                          | США             | Досуел, Вірджинія                                | 101 м (331 фут) (приблизно)  | 1:3              | 37°50′23″ пн. ш. 77°26′43″ зх. д. / 37.83972° пн. ш. 77.44528° зх. д.                     | Парк розваг Kings Dominion |                                                    |
| Металева вежа на Фурв'єрі              | Франція         | Ліон                                             | 101 м (331 фут)              | 1:4              | 45°45′49.57″ пн. ш. 4°49′20.16″ сх. д. / 45.7637694° пн. ш. 4.8222667° сх. д.             | Побудована між 1892 і 1894 роками як оглядова вежа; тепер використовується виключно для зв'язку.                                                                                           |                                                    |
| Ейфелева вежа                          | Пакистан        | Багрія Лахор, Лахор                              | 80 м (262 фут)               | 1:4              | 31°21′20.83″ пн. ш. 74°11′5.27″ сх. д. / 31.3557861° пн. ш. 74.1847972° сх. д.            | Побудована у 2014 році |                                                    |
| Ейфелева вежа                          | Пакистан        | Бахрія Карачі, Карачі                            | 80 м (262 фут)               | 1:4              | 25°8′11.52″ пн. ш. 67°21′0.77″ сх. д. / 25.1365333° пн. ш. 67.3502139° сх. д.             | Будівництво розпочато у 2019 році. Відкрито для відвідування 31 грудня 2020 року. |                                                    |
| Вежа Реформатора                       | Гватемала       | Гватемала                                        | 75 м (246 фут)               | 1:5              | 14°36′46.9″ пн. ш. 90°31′0.49″ зх. д. / 14.613028° пн. ш. 90.5168028° зх. д.              | Збудована у 1935 році |                                                    |
| Цутенкаку («Вежа досягає небес»)       | Японія          | Осака                                            | 64 м (210 фут)               | 1:6              | 34°39′08″ пн. ш. 135°30′22″ сх. д. / 34.65222° пн. ш. 135.50611° сх. д.                   | В луна-парку; знищена пожежею 1945 р., замінена іншою конструкцією |                                                    |
| Петршинська вежа                       | Чехія           | Прага                                            | 63,5 м (208 фут)             | 1:6              | 50°05′0.76″ пн. ш. 14°23′42.18″ сх. д. / 50.0835444° пн. ш. 14.3950500° сх. д.            | Побудована в 1891 році як оглядова вежа восьмикутного плану; тепер також використовується для зв'язку.                                                                                     |                                                    |
| Ейфелева вежа                          | Мексика         | Гомес Паласіо, Дуранго                           | 58 м (190 фут) (приблизно)   | 1:6              | 25°32′59.50″ пн. ш. 103°28′44.68″ зх. д. / 25.5498611° пн. ш. 103.4790778° зх. д.         | Надано франкомовною спільнотою Гомес Паласіо у 2007 році |                                                    |
| Ейфелева вежа                          | Румунія         | Слобозія                                         | 54 м (177 фут)               | 1:6              | 44°33′27″ пн. ш. 27°19′59″ сх. д. / 44.55750° пн. ш. 27.33306° сх. д.                     | Зведена у складі приватного туристичного комплексу |                                                    |
| Ейфелева вежа                          | Росія           | Париж, Челябінська область                       | 50 м (164 фут)               | 1:6              | 53°17′51.02″ пн. ш. 60°5′59.46″ сх. д. / 53.2975056° пн. ш. 60.0998500° сх. д.            | Побудована Південно-Уральською компанією стільникового зв'язку як вежа стільникового зв'язку                                                                                               |                                                    |
| Вежа AWA                               | Австралія       | Сідней, Новий Південний Уельс                    | 46 м (151 фут)               | 1:6              | 33°52′1″ пд. ш. 151°12′20″ сх. д. / 33.86694° пд. ш. 151.20556° сх. д.                    | Комунікаційна вежа розташована на 12-поверховій будівлі, завершеній у 1939 році |                                                    |
| Вежа Бордо                             | США             | Феєтвілл, Північна Кароліна                      | 45 м (148 фут) (приблизно)   | 1:6              | 35°1′48″ пн. ш. 78°55′50″ зх. д. / 35.03000° пн. ш. 78.93056° зх. д.                      | Побудована у складі торгового центру |                                                    |
| Вежа зоопарку Копенгагена              | Данія           | Копенгаген                                       | 43,5 м (143 фут)             | 1:6              | 55°40′19.16″ пн. ш. 12°31′24.70″ сх. д. / 55.6719889° пн. ш. 12.5235278° сх. д.           | Побудована в 1905 році, це одна з найвищих у світі оглядових веж, побудованих з дерева |                                                    |
| Ейфелева вежа Феса                     | Марокко         | Фес                                              | 39 м (128 фут)               | 1:9              |                                                                                           | Побудована у 2012 році на честь зв'язку між містами Фес і Париж, але, ймовірно, була демонтована у 2016 році                                                                               |                                                    |
| Ейфелева вежа в Пояна-Маджоре          | Італія          | Пояна Маджоре, Віченца                           | 38,0 м (125 фут)             | 1:9 (приблизно)  | 45°18′58″ пн. ш. 11°30′15″ сх. д. / 45.316142916775775° пн. ш. 11.504182897885602° сх. д. | Побудована у 1999 році місцевою компанією лазерного різання |                                                    |
| Бамбукова Ейфелева вежа                | Індонезія       | Регентство Тасікмалая                            | 36 м (118 фут) (приблизно)   | 1:9 (приблизно)  |                                                                                           | Бамбукова споруда, на честь коронації королеви Вільгельміни; розроблена А. Х. ван Беббером                                                                                                 |                                                    |
| Харківська Ейфелева вежа               | Україна         | Харків                                           | 35 м (115 фут)               | 1:9 (приблизно)  | 49°59′23.91″ пн. ш. 36°17′21.91″ сх. д. / 49.9899750° пн. ш. 36.2894194° сх. д.           | Поруч з торговим центром у французькому стилі. |                                                    |
| Ейфела                                 | Франція         | Шамбрето, Шанверрі                               | 33 м (108 фут)               | 1:10             | 46°55′20″ пн. ш. 0°57′45″ зх. д. / 46.92222° пн. ш. 0.96250° зх. д.                       | Створено, щоб показати Шамбрето на карті та залучити туристів із сусіднього Пюї-дю-Фу. Матеріал: залізо; вага: 32 тонни.                                                                   |                                                    |
| Ейфелева вежа на Золотих пісках        | Болгарія        | Варна                                            | 32,4 м (106 фут)             | 1:10 (приблизно) | 43°17′3.91″ пн. ш. 28°2′39.08″ сх. д. / 43.2844194° пн. ш. 28.0441889° сх. д.             | Побудований у курортному містечку як туристичний об'єкт |                                                    |
| Ейфелева вежа                          | Іран            | Мелаєр, Хамадан                                  | 32 м (105 фут) (приблизно)   | 1:10             | 34°18′58″ пн. ш. 48°48′59″ сх. д. / 34.31611° пн. ш. 48.81639° сх. д.                     | Міні-світ Malayer з 138 історичними пам'ятками (у стадії будівництва) |                                                    |
| Ейфелева вежа Париж-центру             | Ізраїль         | Нетівот                                          | 32 м (105 фут)               | 1:10             | 31°25′3.05″ пн. ш. 34°35′41.6″ сх. д. / 31.4175139° пн. ш. 34.594889° сх. д.              | Розташована у центрі Парижа (Шрікі) у південному місті Нетівот. |                                                    |
| Ейфелева вежа                          | Іспанія         | Парк Європи, Торрехон-де-Ардос, Мадрид           | 30,4 м (100 фут)             | 1:10 (приблизно) | 40°26′22.8″ пн. ш. 3°27′35.2″ зх. д. / 40.439667° пн. ш. 3.459778° зх. д.                 | Завершена в 2010 році; частина тематичного парку вартістю 18 мільйонів доларів |                                                    |
| Кіш Ейфелева вежа                      | Іран            | Кіш (острів)                                     | 30 м (98 фут)                | 1:10             | 26°32′13″ пн. ш. 54°01′14″ сх. д. / 26.53694° пн. ш. 54.02056° сх. д.                     | Збудована у вересні 2018 року в ТЦ Пардіс 1 |                                                    |
| Ейфелева вежа Умуарама                 | Бразилія        | Умуарама                                         | 30 м (98 фут)                | 1:10             | 23°50′3″ пд. ш. 53°21′25″ зх. д. / 23.83417° пд. ш. 53.35694° зх. д.                      | [ 14 ] |                                                    |
| Ейфелева вежа                          | Білорусь        | Париж, Вітебська область                         | 30 м (98 фут) (приблизно)    | 1:10 (приблизно) | 55°09′22″ пн. ш. 27°23′08″ сх. д. / 55.156038° пн. ш. 27.385659° сх. д.                   | Має хрест на вершині. Розробник ксьондз (католицький служитель) Юосаз Булка. Має скульптуру Марії Магдалини та 2 скульптури ангелів поруч.                                                 |                                                    |
| Ейфелева вежа                          | Узбекистан      | Самарканд                                        | 30 м (98 фут) (приблизно)    | 1:10             | 39°39′39″ пн. ш. 66°54′28″ сх. д. / 39.6608913° пн. ш. 66.9077280° сх. д.                 | Согдійський парк |                                                    |
| Філіатра Ейфелева вежа                 | Греція          | Філіатра, Мессенія                               | 26 м (85 фут)                | 1:18             | 37°09′44″ пн. ш. 21°34′59″ сх. д. / 37.1621591° пн. ш. 21.5829313° сх. д.                 | При в'їзді в село, подарована у 1960 році Хараламбосом Фурнаракісом |                                                    |
| Павільйон Франції в Epcot              | США             | Тематичний парк Epcot, Лейк-Буена-Віста, Флорида | 23 м (75 фут)                | 1:14 (1:10)      | 28°22′6.86″ пн. ш. 81°33′11.89″ зх. д. / 28.3685722° пн. ш. 81.5533028° зх. д.            | Частина французького павільйону в Epcot, Дісней Ворлд; відкрито в 1982 році |                                                    |
| Хрест вершини Монте Аміата             | Італія          | Аміата                                           | 22 м (72 фут)                | 1:15             | 42°53′16.59″ пн. ш. 11°37′30.08″ сх. д. / 42.8879417° пн. ш. 11.6250222° сх. д.           | Вершинський хрест |                                                    |
| Ейфелева вежа                          | США             | Перис, Техас                                     | 20 м (66 фут)                | 1:16             | 33°38′23.52″ пн. ш. 95°31′25.92″ зх. д. / 33.6398667° пн. ш. 95.5238667° зх. д.           | Вежа 1993 року побудови; капелюх був доданий у 1998 році |                                                    |
| Ейфелева вежа                          | США             | Перис, Теннессі                                  | 18,25 м (60 фут) (приблизно) | 1:20             | 36°17′12.94″ пн. ш. 88°18′5.41″ зх. д. / 36.2869278° пн. ш. 88.3015028° зх. д.            | Зведено 29 січня 1993 року |                                                    |
| Київська Ейфелева вежа                 | Україна         | Київ                                             | 16 м (52 фут)                | 1:20             | 50°25′04″ пн. ш. 30°31′45″ сх. д. / 50.417645° пн. ш. 30.529050° сх. д.                   | Побудована у ЖК «Французький квартал» у 2015 році |                                                    |
| Красноярська Ейфелева вежа             | Росія           | Красноярськ                                      | 14,8 м (49 фут)              | 1:22             | 56°02′17″ пн. ш. 92°54′43″ сх. д. / 56.038056° пн. ш. 92.911944° сх. д.                   | |                                                    |
| Ейфелева вежа Інженерної школи Мілуокі | США             | Мілвокі, Вісконсин                               | 13 м (43 фут)                | 1:25             |                                                                                           | Тимчасова модель, розроблена та встановлена студентами інженерної школи Мілуокі для щорічного фестивалю «День взяття Бастилії» в парку Катедрал-Сквер протягом чотирьох днів кожного липня |                                                    |
| Європейська Ейфелева вежа              | Бельгія         | Брюссель                                         | 12,96 м (42,5 фут)           | 1:25             | 50°53′39.44″ пн. ш. 4°20′21.16″ сх. д. / 50.8942889° пн. ш. 4.3392111° сх. д.             | Міні-Європа |                                                    |
| Кабардинська Ейфелева вежа             | Росія           | Кабардинка                                       | 12 м (39 фут)                | 1:25             | 44°38′59″ пн. ш. 37°55′54″ сх. д. / 44.6497327° пн. ш. 37.9316336° сх. д.                 | Побудована у 2014 році в курортному містечку як туристичний об'єкт |                                                    |
| Кота Ейфелева вежа                     | Індія           | Кота, Раджастхан                                 | 12 м (39 фут)                | 1:25             | 25°10′50″ пн. ш. 75°50′47″ сх. д. / 25.180476° пн. ш. 75.846518° сх. д.                   | Парк семи чудес, Кота |                                                    |
| Ейфелева вежа                          | Японія          | Префектура Тотіґі                                | 12 м (39 фут)                | 1:25             | 36°48′24″ пн. ш. 139°42′44″ сх. д. / 36.806637° пн. ш. 139.712172° сх. д.                 | На Tobu World Square. У парку також є копія Токійської вежі. |                                                    |
| Ейфелева вежа Брісбен                  | Австралія       | Брисбен, Квінсленд                               | 12 м (39 фут) (приблизно)    | 1:25             | 27°28′14″ пд. ш. 153°00′17″ сх. д. / 27.470686° пд. ш. 153.004690° сх. д.                 | Пам'ятка серед столиків кафе La Dolce Vita на Парк-роуд, Мілтон, де пропонують страви італійської кухні.                                                                                   |                                                    |
| Мінімундус                             | Австрія         | Клагенфурт-ам-Вертерзе                           | 12 м (39 фут)                | 1:25             | 46°37′11″ пн. ш. 14°15′52″ сх. д. / 46.61972° пн. ш. 14.26444° сх. д.                     | Частина парку мініатюр |                                                    |
| Phú sinh cát tường Eiffel Tower        | В'єтнам         | Лонган                                           | 11 м (36 фут)                | 1:30             | 10°54′01″ пн. ш. 106°27′43″ сх. д. / 10.900408° пн. ш. 106.461936° сх. д.                 | Частина парку мініатюр, 7 чудес світу |                                                    |
| Модель Meccano                         | США             | Атланта, Джорджія                                | 11 м (36 фут)                | 1:30             |                                                                                           | Музей технологій SciTrek. Більше не існує; Музей закритий у 2004 році. |                                                    |
| Ейфелева вежа Бауру                    | Бразилія        | Бауру                                            | 10 м (33 фут) (приблизно)    | 1:30             | 22°19′31″ пд. ш. 49°05′33″ зх. д. / 22.32515° пд. ш. 49.0923627° зх. д.                   | Побудована у 1978 році на честь 25-ї річниці заснування Школи права Бауру в Instituição Toledo de Ensino.                                                                                  |                                                    |
| Ейфелева вежа Тааструп                 | Данія           | Тааструп                                         | 10 м (33 фут)                | 1:30             | 55°39′0″ пн. ш. 12°17′21″ сх. д. / 55.65000° пн. ш. 12.28917° сх. д.                      | Створено для святкування Тур де Франс 2022, що стартує в Копенгагені. |                                                    |
| Ейфелева вежа Монмартр                 | Канада          | Монмартр, Саскачеван                             | 8,5 м (28 фут)               | 1:38             | 50°13′16″ пн. ш. 103°26′55″ зх. д. / 50.221147° пн. ш. 103.448703° зх. д.                 | Побудована у 2009 році. Громада, заселена французькими іммігрантами, називає себе «Париж прерій».                                                                                          |                                                    |
| Валдайська Ейфелева вежа               | Росія           | Валдай, Новгородська область                     | 8 м (26 фут)                 | 1:40             | 57°58′33″ пн. ш. 33°16′04″ сх. д. / 57.975785° пн. ш. 33.267781° сх. д.                   | Збудована у 2018 році |                                                    |
| Ейфелева вежа Дрейфуса                 | США             | Остін, Техас                                     | 7,5 м (25 фут)               | 1:45             | 30°17′02″ пн. ш. 97°45′06″ зх. д. / 30.283898° пн. ш. 97.751773° зх. д.                   | В антикварному магазині Dreyfus |                                                    |
| Париж, штат Мічиган, Ейфелева вежа     | США             | Грін Чартер Тауншип, Мічиган                     | 7 м (23 фут) (приблизно)     | 1:50             | 43°47′18″ пн. ш. 85°30′02″ зх. д. / 43.788287° пн. ш. 85.500514° зх. д.                   | Розташована в парку |                                                    |
| Копія Ейфелевої вежі Santos Dumont     | Бразилія        | Сантос-Дюмон, Мінас-Жерайс                       | 7 м (23 фут)                 | 1:50             | 21°27′21″ пд. ш. 43°33′07″ зх. д. / 21.455859° пд. ш. 43.552000° зх. д.                   | Побудований у 2001 році на честь сторіччя польоту Альберто Сантоса-Дюмона навколо Ейфелевої вежі.                                                                                          |                                                    |
| Ла-Файєт-Віллідж                       | США             | Ралі, Північна Кароліна                          | 6.0m (20ft)                  | 1:50             | 35° 53' 41.9136" N, W 78° 37' 19.2036" W                                                  | Побудований як данина французькій естетиці торгового центру | LaFayette Village Eiffel tower replica, raleigh NC |
| Ейфелева вежа                          | Росія           | Звенигово                                        | 3,5 м (11 фут)               | 1:100            | 55°58′19.056″ пн. ш. 48°0′52.5888″ сх. д. / 55.97196000° пн. ш. 48.014608000° сх. д.      | Зведений в центрі головної вулиці міста. |                                                    |
| Уманська Ейфелева вежа                 | Україна         | Умань                                            | 3,25 м (10,7 фут)            | 1:100            | 48°45′0″ пн. ш. 30°13′10″ сх. д. / 48.75000° пн. ш. 30.21944° сх. д.                      | Розташована в центральному парку |                                                    |
| Ейфелева вежа гімназії Нікітіна        | Росія           | Воронеж                                          | 3,24 м (10,6 фут)            | 1:100            | 51°41′28″ пн. ш. 39°11′02″ сх. д. / 51.6912261° пн. ш. 39.1837692° сх. д.                 | Розташована в парку Нікітінської гімназії |                                                    |
| Ейфелева вежа                          | Азербайджан     | Баку                                             | 3 м (10 фут) (приблизно)     | 1:110            | 40°22′19″ пн. ш. 49°50′40″ сх. д. / 40.371932° пн. ш. 49.844419° сх. д.                   | Торговий центр Sahil, магазин Parfums de France. |                                                    |
| Ейфелева вежа                          | Колумбія        | Сабанета, Антіокія                               | 42 M (137 ft) (приблизно)    | 1:7              | 6°08'56.9"N 75°36'33.2"W                                                                  | Побудований у житловому кварталі Париж, в муніципалітеті Сабанета |                                                    |

## Репліки невідомої висоти
- Центральна частина Falconcity of Wonders — запланованого нового проєкту в Дубаї, ОАЕ, що включатиме сім сучасних чудес світу (лише проєкт)[30] (25°5′43.8″ пн. ш. 55°20′31.5″ сх. д. / 25.095500° пн. ш. 55.342083° сх. д.)
- Модель у торговому центрі First World Plaza у Ґентінг Гайлендс, Малайзія[31]
- Заттельдорф біля Крайльсгайм, Німеччина. На даху будівлі (49°10′55.84″ пн. ш. 10°04′29.41″ сх. д. / 49.1821778° пн. ш. 10.0748361° сх. д.)
- Апак, Франція, на кордоні з Німеччиною та біля кордону з Люксембургом (49°27′59″ пн. ш. 06°22′18″ сх. д. / 49.46639° пн. ш. 6.37167° сх. д.)
- Далат, В'єтнам. Призначена для використання як телекомунікаційна вежа Viettel (11°56′14.12″ пн. ш. 108°26′18.58″ сх. д. / 11.9372556° пн. ш. 108.4384944° сх. д.)
- Перис, Арканзас, США, у парку, розташованому неподалік від центру міста, найімовірніше, має висоту 7,6 м
- Гвадалахар, Мексика — близько 20 метрів заввишки, на церкві-еспланаді, на проспекті Періферіко поблизу Барранка де Облатос.[32]
- Модель поруч із будинком Верховного суду округу Напа, Каліфорнія, у Напі, Каліфорнія, США, побудована у Франції.[33][34]
- Сайншанд, Монголія. Пофарбована в рожевий колір, в центрі міста. (44°53′31.52″ пн. ш. 110°8′19.05″ сх. д. / 44.8920889° пн. ш. 110.1386250° сх. д.)[35]
- Кульякан, Сіналоа, Мексика, Паризький мотель, по дорозі з Кульякана в Гуамучіль (24°50′16″ пн. ш. 107°26′16″ зх. д. / 24.837769° пн. ш. 107.437894° зх. д.)
- Ейфелева вежа в Beijing World Park, Пекін, Китай (39°48′34″ пн. ш. 116°16′52″ сх. д. / 39.809333° пн. ш. 116.281° сх. д.)[36]
- Кована скульптура заввишки близько 2,5 метрів у Парку кованих фігур у Донецьку, Україна. (48°00′59″ пн. ш. 37°48′03″ сх. д. / 48.016430° пн. ш. 37.800898° сх. д.)
- Приблизно 28-метрова копія, що існувала кілька тижнів у Санта-Кларі, Куба, у 1895 році[37]
- Китайська армія тренується на копії вежі в Журире, Китай[38]
- Озеро Рава Пенінг, Індонезія. Копія з бамбука, розташована в кінці 100-метрової бамбукової доріжки на березі озера. (7°16′33.7″ пд. ш. 110°26′57.8″ сх. д. / 7.276028° пд. ш. 110.449389° сх. д.)[39]
- Геттісберг, Пенсільванія, у Девонширському житловому комплексі, який знаходиться на місці колишньої туристичної пам'ятки International Village. (39°45′48″ пн. ш. 77°16′03″ зх. д. / 39.7633038° пн. ш. 77.2674908° зх. д.)[40][41]
- Бамбукова копія Ейфелевої вежі на Jaro Plaza в Джаро, місто Ілоіло, Філіппіни, була побудована на честь відкриття оригінальної Ейфелевої вежі під час Паризької виставки 1889 року. (10°43′29.0172″ пн. ш. 122°33′24.6168″ сх. д. / 10.724727000° пн. ш. 122.556838000° сх. д.)[42]
- Катеринославка, Хабаровський край, Росія. (47°57′08″ пн. ш. 135°07′25″ сх. д. / 47.952315° пн. ш. 135.123593° сх. д.)[43]
- Французький Центр, Берлін, Німеччина[44]
- Бразилія Ріо Кларо[45]
- Бразил Барра Ворлд[45]

## Галерея зображень
Висота цих копій не відома.

Див. також:  Вікісховище має мультимедійні дані за темою: Список копій та імітацій Ейфелевої вежі

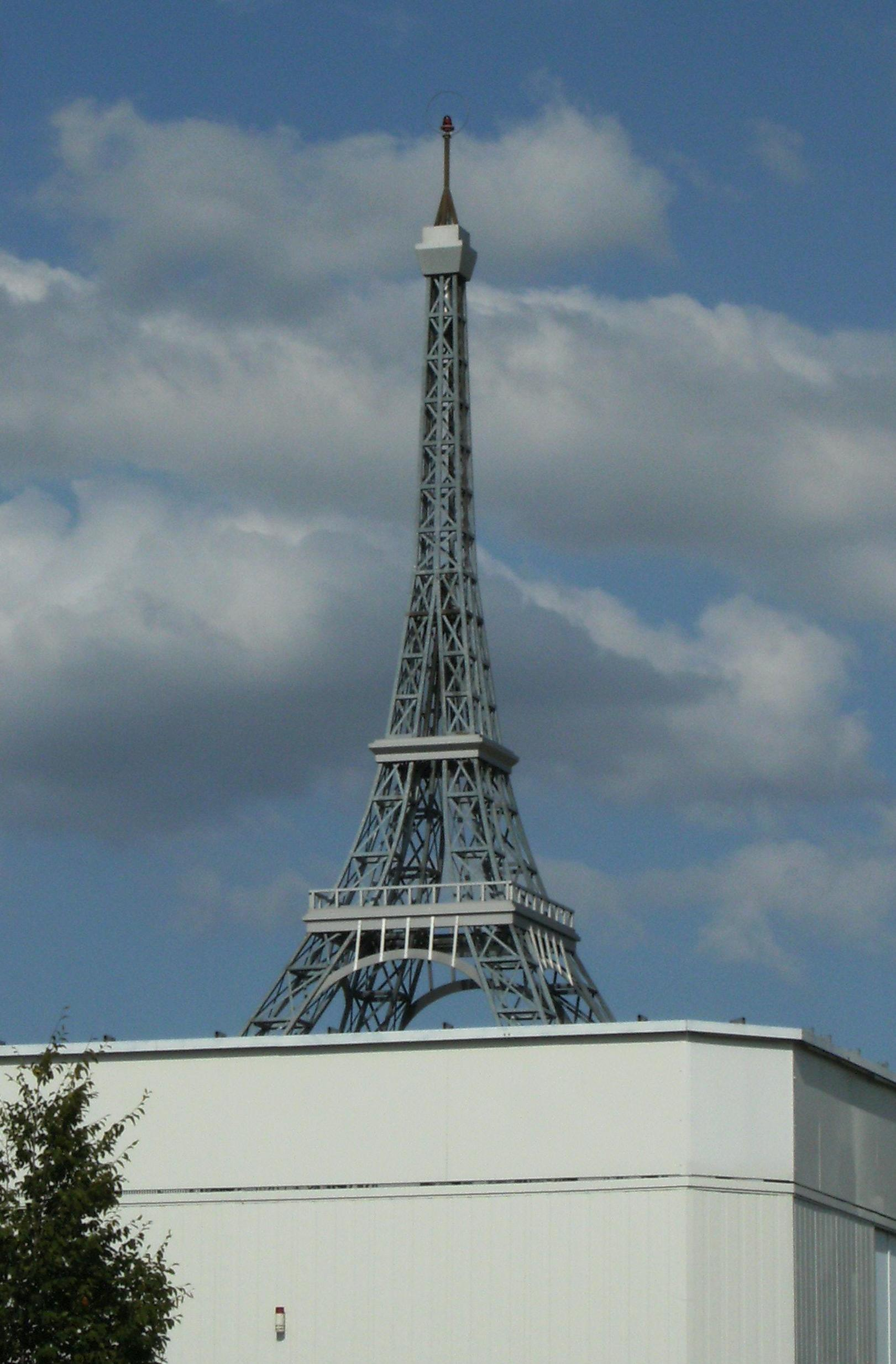
Копія Ейфелевої вежі на заводі в Заттельдорфі поблизу міста Крайльсгайм, Німеччина
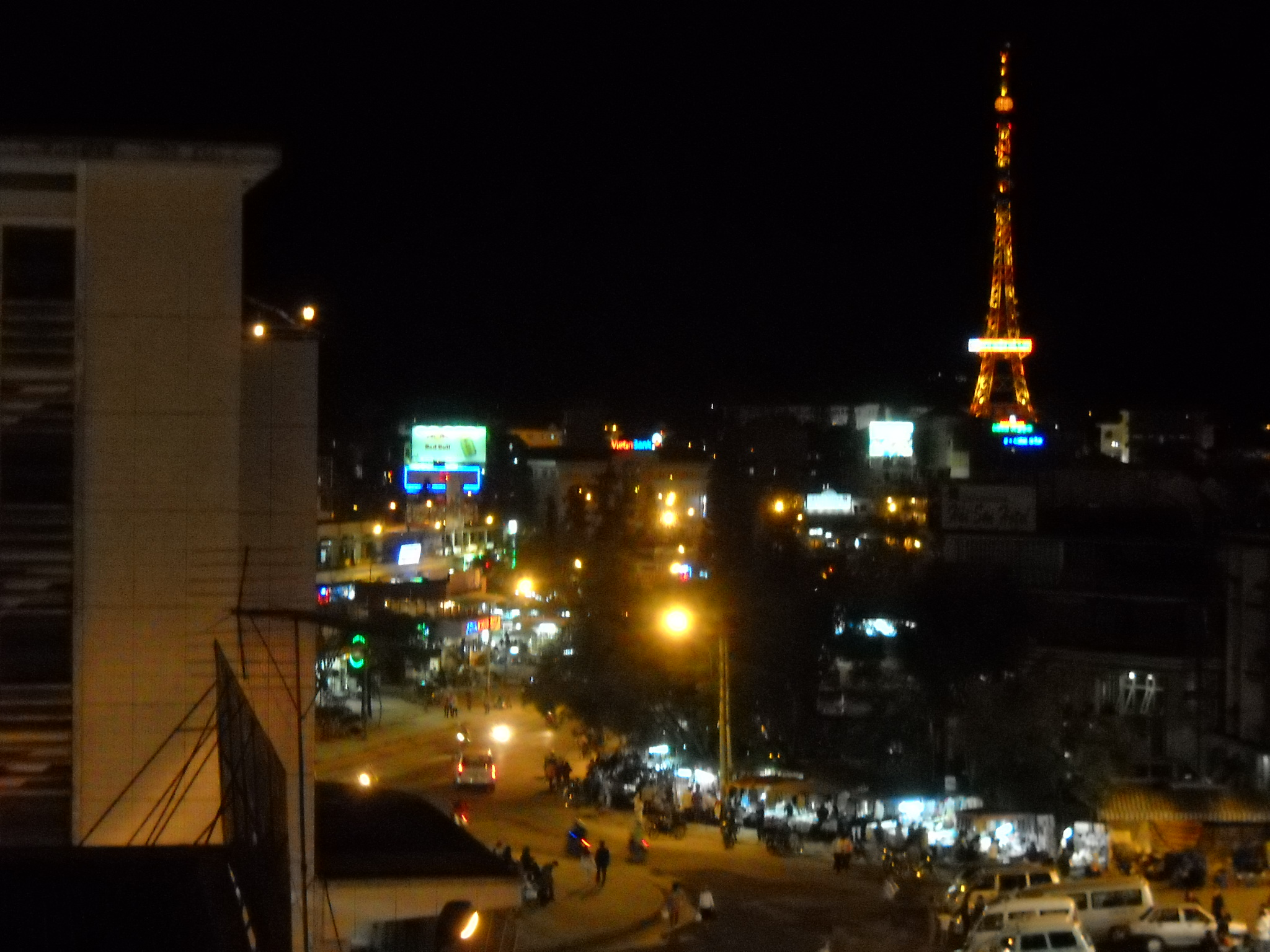
Телекомунікаційна вежа у формі Ейфелевої вежі в Далат, В'єтнам
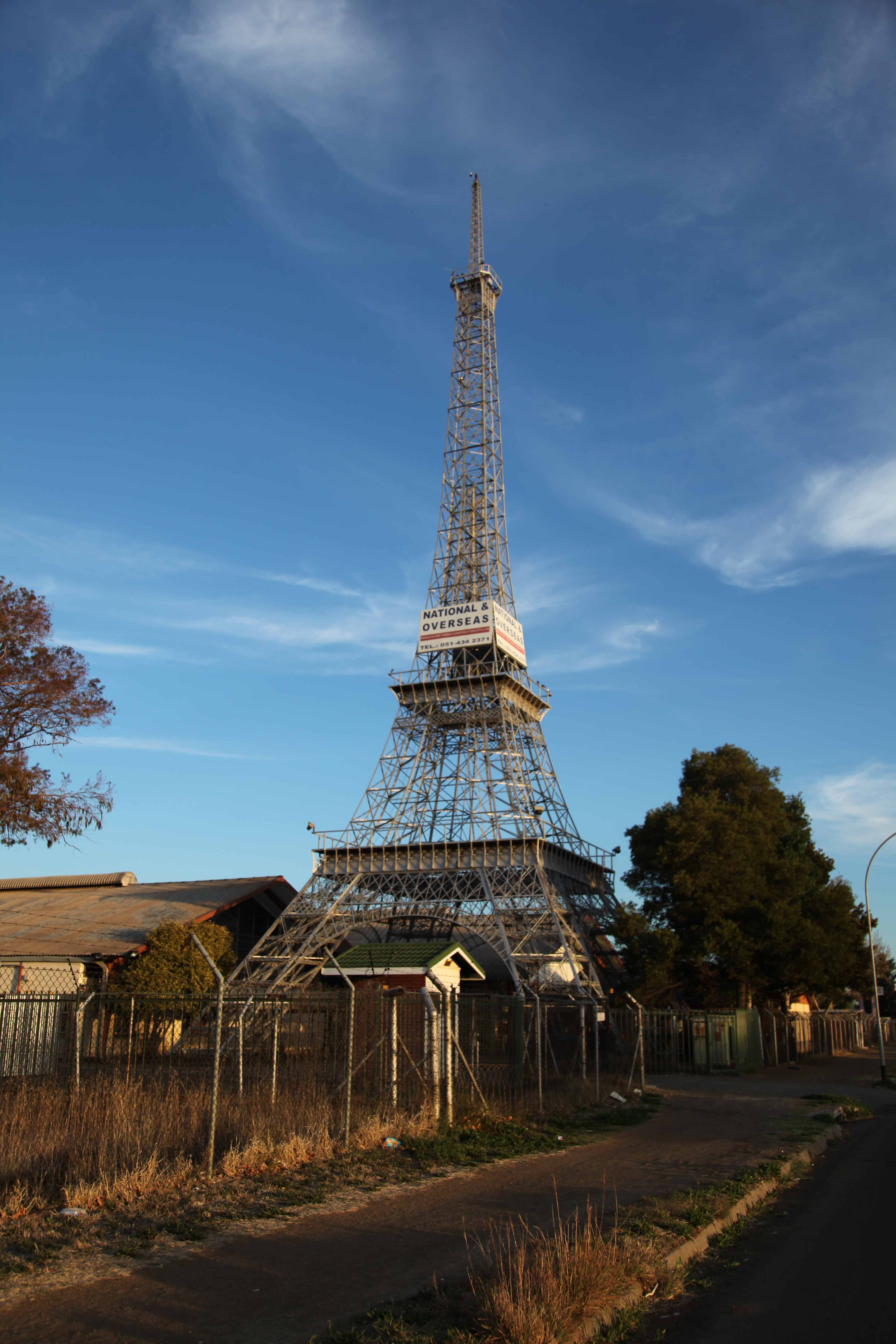
Репліка в місті Блумфонтейн, Південна Африка
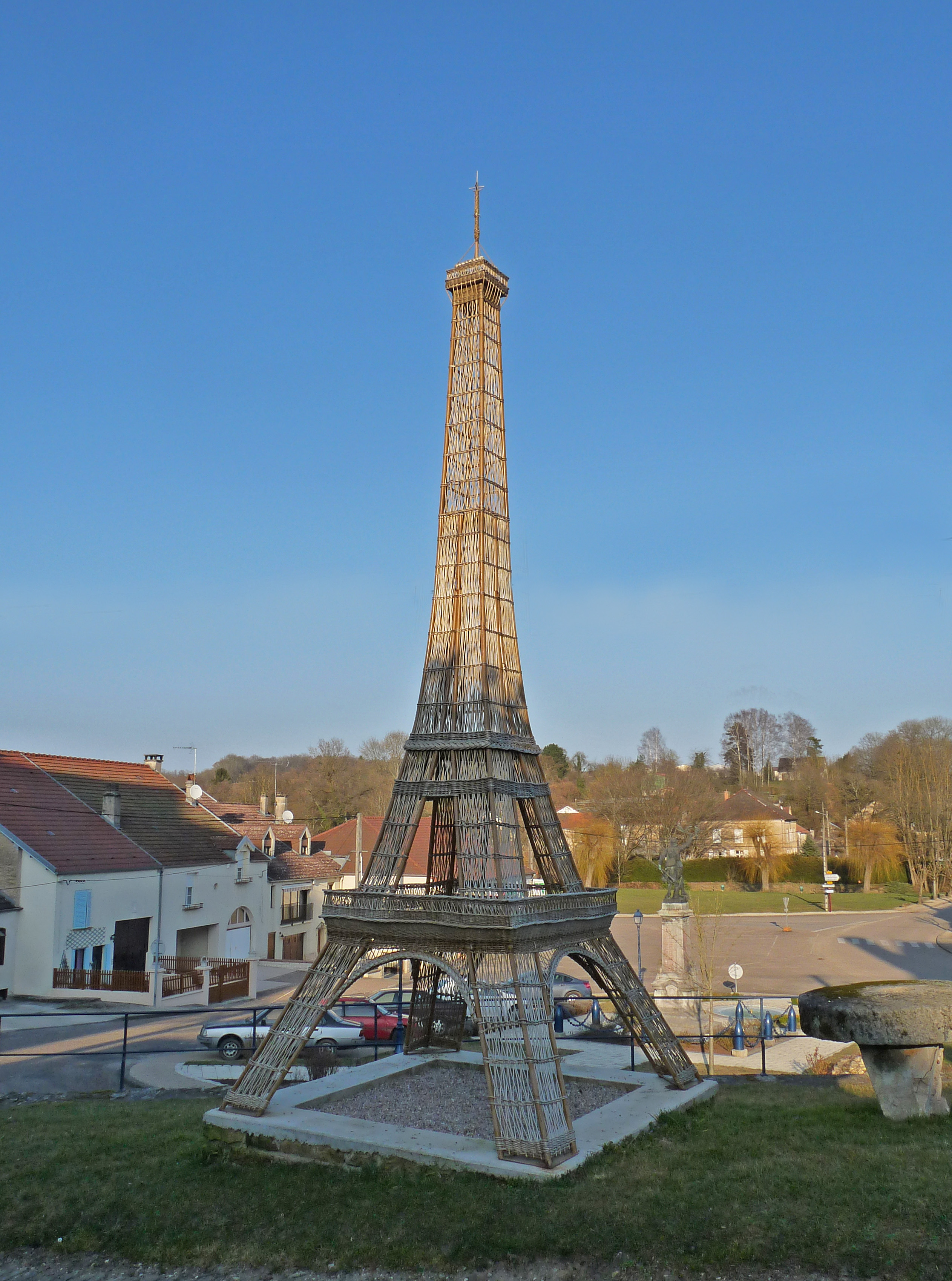
Вежа в Bussières-lès-Belmont, Франція (47°44′45″ пн. ш. 5°33′04″ сх. д. / 47.745918° пн. ш. 5.551164° сх. д.)
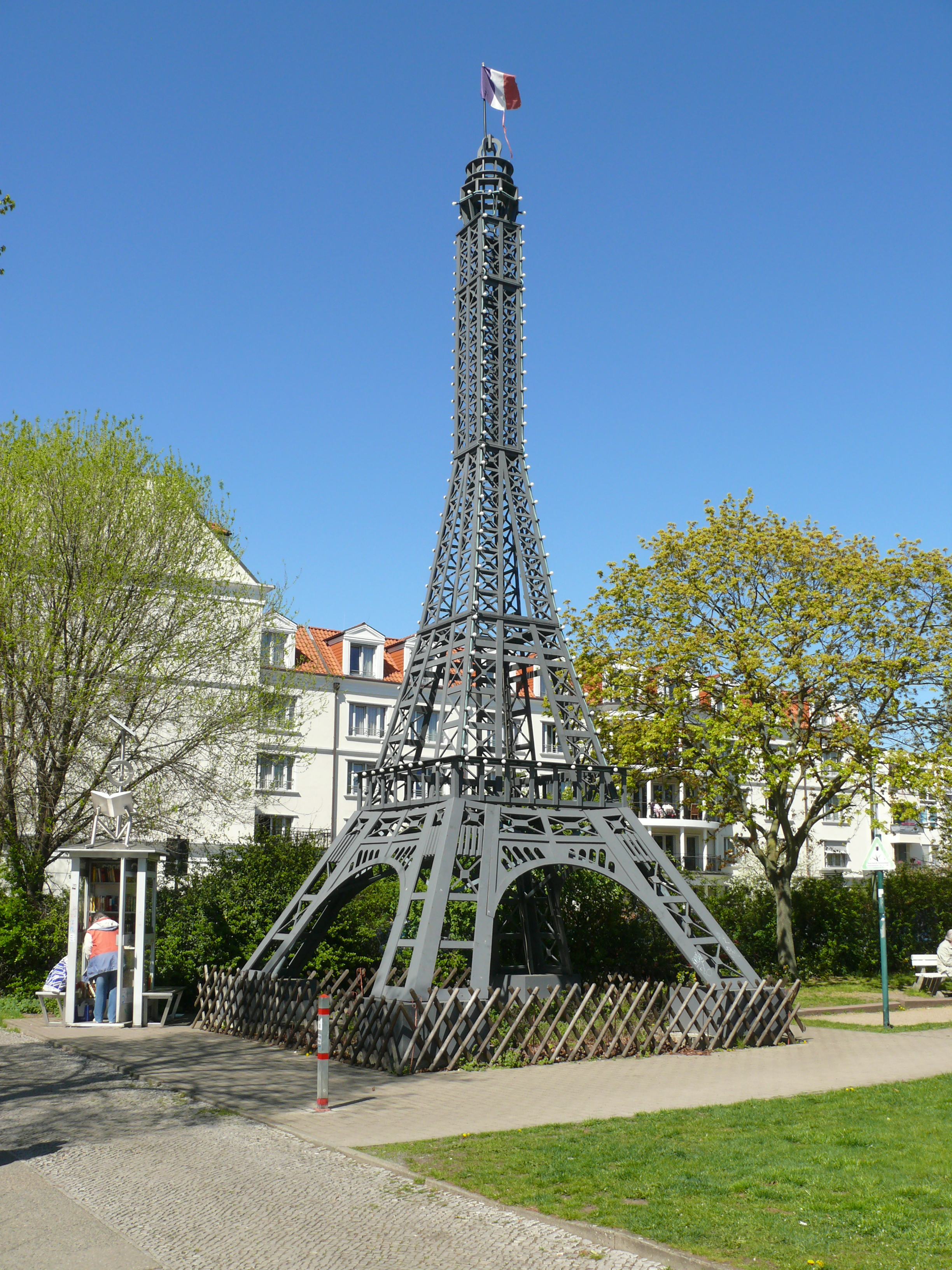
Модель у Французькому центрі Берліна, Німеччина
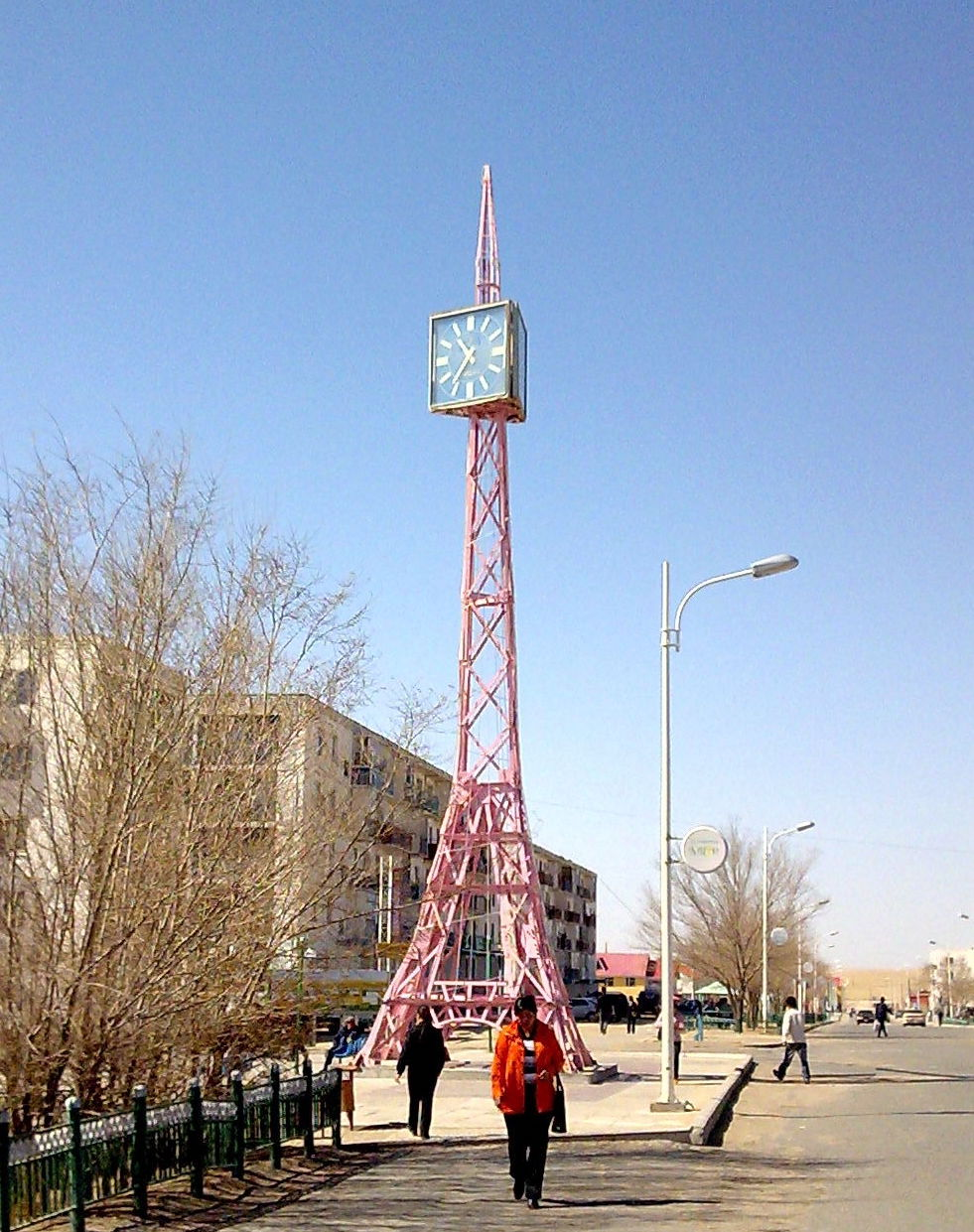
Копія Ейфелевої вежі в Сайншанді, Монголія